# Cunrat Segenschmid
Cunrat Segenschmid, auch Cunrad, Conrad, Konrad (* in Heimenkirch; † 1489) war Schriftsteller des ausgehenden Mittelalters und 21 Jahre Seelsorger in Heimenkirch.
Die 1464 von ihm angefertigte Handschrift „Geschichte von Jason und Troja“ des Hans Mair von Nördlingen († 1407/8) hat sich im Kupferstichkabinett der Staatlichen Museen Berlin erhalten und lässt auf seine humanistischen Ambitionen schließen. Das Werk stützt sich hauptsächlich auf den von Guido de Columna lateinisch abgefassten Roman „Historia Troiana“. Eine weitere Handschrift mit Cunrat Segenschmid als Schreiber bewahrt die Badische Landesbibliothek als Codex Donaueschingen 482 auf: Konrad Steckels Übersetzung des China-Reiseberichts des Odorico de Pordenone und eine deutsche Fassung der Goldenen Bulle.

## Bemerkungen, Einzelnachweise
1. ↑  Im Datensatz der DNB wird er in Anlehnung an den Eintrag im AKL als Künstler bezeichnet.
2. ↑  Cod. 78 A 13 (früher Hs. 99)
3. ↑  siehe Artikel in englischsprachiger Wikipedia: en:Guido delle Colonne
4. ↑  Handschriftencensus: Ergänzender Hinweis im Handschriftencensus. Abgerufen am 10. Dezember 2020.

| Personendaten    | Personendaten                                         |
| ---------------- | ----------------------------------------------------- |
| NAME             | Segenschmid, Cunrat                                   |
| ALTERNATIVNAMEN  | Segenschmid, Konrad                                   |
| KURZBESCHREIBUNG | Schriftsteller des späten Mittelalters und Seelsorger |
| GEBURTSDATUM     | 14. Jahrhundert oder 15. Jahrhundert                  |
| GEBURTSORT       | Heimenkirch                                           |
| STERBEDATUM      | 1489                                                  |